# Національна бібліотека в Алеппо
Національна бібліотека в Алеппо (араб. دار الكتب الوطنية) — національна бібліотека Сирії, що розташована в північносирійському місті Алеппо. Заснована 1924 року.

## Історія
1924 року центральним урядом у Дамаску було прийнято рішення про створення в Алеппо філії Арабської наукової академії. Її першим директором став шейх Камель Аль-Газзі.
1937 року на площі Баб Аль-Фрадж в Алеппо було розпочато будівництво окремого приміщення бібліотеки. Будівництво було завершено 1939 року. Відкриття бібліотеки затрималося у зв'язку з Другою світовою війною. Врешті офіційне відкриття відбулося 4 грудня 1945 року. Правлячий принц Алеппо Мустафа Аль-Шіхабі передав у дар бібліотеці 6 000 томів зі своєї особистої книгозбірні.
До 1954 року бібліотека перебувала у муніципальному підпорядкуванні. Після реконструкції вона перейшла під опіку Міністерства культури Сирії.
На сьогодні у фондах бібліотеки налічується більше 100 000 томів. У приміщенні бібліотеки є невеликий зал на 300 місць, де відбуваються театральні вистави.